# Albin Vega

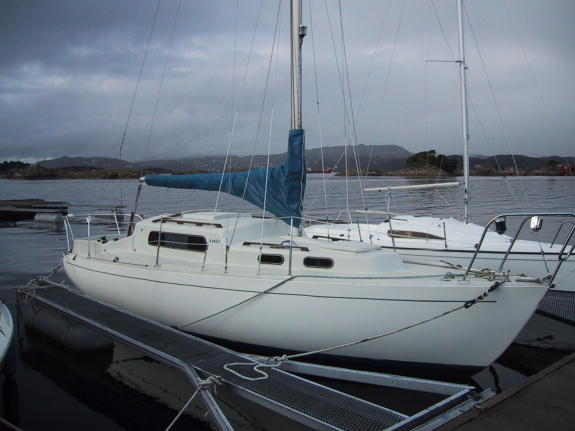
Een Albin Vega

De Albin Vega is een type zeilschip van de Zweedse Albin Marin scheepswerf in Kristinehamn. Ontworpen in 1965 en in 1966 in productie genomen. In 1979 stopte de productie, er zijn bijna 3400 Vega's gemaakt.
De Albin Vega is een zeer zeewaardige boot, en wordt over de hele wereld mee gevaren. Extreme trips zijn er ook mee gemaakt, onder andere naar Antarctica en Spitsbergen.